# Estadi de Changchun
L'Estadi de Changchun (xinès simplificat: 长春体育场, literalment 'Chǎngchūn tǐyùchǎng') també conegut com estadi de Nanling, és un estadi polivalent ubicat al districte de Nanguan, a la ciutat de Changchun, capital de la província de Jilin, República Popular de la Xina. S'utilitza principalment per a partits de futbol. Inaugurat l'any 1992, l'estadi té una capacitat màxima de 41.638 persones. Des del 2018 és l'estadi on juga de local el Changchun Yatai de la Super League xinesa, que va tornar a l'estadi després de jugar-hi anteriorment durant la dècada del 2000.